# 北科尔多凡州
北科爾多凡州（阿拉伯语：‎）是苏丹的一个州，位於該國中部。面积185,302平方千米，人口為2,529,370人（2006年），首府歐拜伊德。